# معاملات أينشتاين

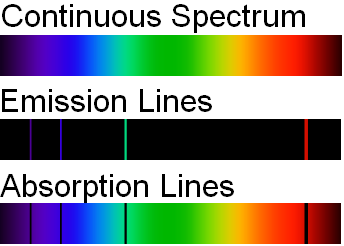
مقارنة خطوط الانبعاث وخطوط الامتصاص بالطيف المستمر

معاملات أينشتاين (بالإنجليزية: Einstein coefficients)‏ هي كميات رياضية ومقياس لاحتمال امتصاص أو انبعاث الضوء بواسطة ذرة أو جزيء. وترتبط معاملات أينشتاين A بمعدل الانبعاث التلقائي للضوء، وترتبط معاملات أينشتاين B بامتصاص الضوء وتحفيز انبعاثه.

## خطوط الطيف
فيزيائيًا، يمكن التفكير في الخط الطيفي من وجهتي نظر.
يتكون خط الانبعاث عندما تنتقل ذرة أو جزيء من مستوى طاقة منفصل معين E2 للذرة، إلى مستوى طاقة أقل E1، ينبعث فوتون ذو طاقة وطول موجي معينين. يُظهر طيف العديد من هذه الفوتونات ارتفاعًا في الانبعاث عند الطول الموجي المرتبط بهذه الفوتونات.
يتكون خط الامتصاص عندما تنتقل الذرة أو الجزيء من المستوى الأدنى للطاقة E1 إلى مستوى الطاقة الأعلى E2 ويصاحب هذه العملية امتصاص للفوتون. وهذه الفوتونات الممتصة تأتي عمومًا من الإشعاع الخلفي المستمر -الطيف الكامل للإشعاع الكهرومغناطيسي- ويُظهر الطيف انخفاضًا في الإشعاع المستمر عند الطول الموجي المرتبط بالفوتونات الممتصة. ترتبط الحالتان إذ يرتبط الإلكترون بالذرة أو الجزيء، لذلك يُشار أحيانًا إلى الانتقال بأنه انتقال «إلزامي»، على عكس الانتقال الذي يخرج فيه الإلكترون من الذرة تمامًا -انتقال «مرتبط/حر» - إلى حالة متصلة، ترك ذرة مؤينة، وتوليد إشعاع مستمر.
يُحرر أو يُمتص فوتون ذو طاقة مساوية للفرق بين E2 − E1 بين مستويات الطاقة. يرتبط التردد ν الذي يحدث عنده الخط الطيفي بطاقة الفوتون بواسطة حالة تردد بور E2 − E1 = hν إذ تشير h إلى ثابت بلانك.

## معاملات اينشتاين
سنة 1916، اقترح ألبرت أينشتاين وجود ثلاث عمليات تحدث في تكوين خط طيفي ذري. يشار إلى العمليات الثلاث باسم الانبعاث التلقائي وتحفيز الانبعاث والامتصاص. ترتبط جميعًا بمعامل أينشتاين، وهو مقياس لاحتمال حدوث تلك العملية. نظر أينشتاين في حالة الإشعاع الخواص للتردد ν وكثافة الطاقة الطيفية {\displaystyle \rho (\nu )}.

### تركيبات مختلفة
قارن هيلبورن صيغًا مختلفة للاشتقاقات لمعاملات أينشتاين، من قبل مؤلفين مختلفين. مثلًا، يعمل هيرزبرج مع الإشعاع والموجات، يعمل ياريف بالطاقة لكل وحدة حجم لكل فاصل تردد للوحدة، كما هو الحال في الصيغة الأحدث (2008). يعمل ميهالاس وويبيل -ميهالا بالإشعاع والتردد، كما يعمل شاندراسيخار، يستخدم أيضا جودي ويونغ، لودون التردد والإشعاع الزاويين.

### الانبعاث التلقائي

رسم تخطيطي للانبعاث الذري التلقائي

الانبعاثات التلقائية هي عملية حيث يتحلل الإلكترون «تلقائيًا» -أي دون تأثير خارجي- من مستوى طاقة أعلى إلى مستوى طاقة أقل. توصف العملية بواسطة معامل أينشتاينA21 (s−1)، الذي يعطي الاحتمال لكل وحدة زمنية، أن الإلكترون في الحالة 2 بطاقة {\displaystyle E_{2}} سينحل تلقائيًا ليعلن 1 بطاقة {\displaystyle E_{1}}، ينبعث فوتونًا بطاقة E2 − E1 = hν. بسبب مبدأ عدم اليقين في الطاقة والوقت، فإن التحول ينتج فوتونات في نطاق ضيق من الترددات يُسمى عرض الخط الطيفي. إذا كانت {\displaystyle n_{i}} هي كثافة عدد الذرات في الحالة i، يكون التغيير في كثافة عدد الذرات في الحالة 2 لكل وحدة زمنية بسبب الانبعاث التلقائي.
{\displaystyle \left({\frac {dn_{2}}{dt}}\right)_{\text{spontaneous}}=-A_{21}n_{2}.}
وتؤدي العملية ذاتها إلى زيادة المجموع الكلي 1:
{\displaystyle \left({\frac {dn_{1}}{dt}}\right)_{\text{spontaneous}}=A_{21}n_{2}.}

### الانبعاث المستحث

رسم تخطيطي للانبعاث الذري المستحث

الانبعاث المستحث هو العملية حيث يُحفز الإلكترون للقفز من مستوى طاقة أعلى إلى مستوى أقل بواسطة وجود إشعاع كهرومغناطيسي عند -أو قرب- تردد الانتقال. من وجهة نظر الديناميكا الحرارية، تُعد هذه العملية سلبيًا. العملية موصوفة بمعامل أينشتاين{\displaystyle B_{21}} (m3 J−1 s−2)، الذي يعطي الاحتمال لكل وحدة زمنية لكل وحدة إشعاع طيفي لمجال الإشعاع، أن إلكترونًا في الحالة 2 مع طاقة {\displaystyle E_{2}} سوف يتحلل إلى الحالة 1 مع الطاقة {\displaystyle E_{1}}، ينبعث فوتونًا بطاقة E2 − E1 = hν. يكون التغير في كثافة عدد الذرات في الحالة 1 لكل وحدة زمنية بسبب الانبعاث المستحث.
{\displaystyle \left({\frac {dn_{1}}{dt}}\right)_{\text{neg. absorb.}}=B_{21}n_{2}\rho (\nu ),}
يشير {\displaystyle \rho (\nu )} إلى الإشعاع في عرض نطاق ترددي قدره 1 هرتز لمجال الإشعاع الخواص عند تردد الانتقال (انظر قانون بلانك).
الانبعاث المحفز هو أحد العمليات الأساسية التي أدت إلى تطوير الليزر. ومع ذلك، فإن إشعاع الليزر بعيد جدًا عن الحالة الحالية للإشعاع الخواص.